# Ar 396 (航空機)
アラド Ar 396
- 用途：練習機
- 製造者：アラド
- 運用者：ドイツ空軍、フランス空軍
- 初飛行：1944年4月
- 生産数：5機

アラドAr 396は第二次世界大戦の末期にドイツで試作された高等練習機である。高等練習機だったAr 96の発展型であるが、戦略物資を節約するため胴体や翼の主要部分が木製になっていた。また主脚は、後方に引き込む型に改められた。
アラド社とフランスのSIPA社、チェコのレトフ社の共同で開発が進められ、試作機は1944年12月に初飛行し良好な成績をおさめた。しかし、戦局が逼迫した中では練習機を量産配備する余裕はドイツには残存しておらず、Ar396は試作機を含めて5機程度の生産で終わった。終戦後、SIPA社が機体の各部を手直しして自社製機として200機程生産した。

## 派生型
Ar 396

Ar 396A-1
単座射撃練習型
Ar 396A-2
非武装の計器飛行訓練型
SIPA S.10
フランスで生産されたAr 396、28機製造。
SIPA S.11
ルノー 12S（フランス製のアルグス As411)を装備したS.10の改良型、フランス空軍向けに50機製造。
SIPA S.12
S.11の全金属製版、フランス空軍向けに52機製造。
SIPA S.121
S.12の改良型、フランス空軍向けに58機製造。

## スペック
- 全幅: 11.0 m
- 全長: 9.29 m
- 全高: 2.45 m
- 機体重量: 1,721 kg
- エンジン: アルグス As411TA1 600 hp
- 最大速度: 350 km/h
- 航続距離: 600 km
- 武装
  - 7.92mm機関銃×1
- 乗員: 2名

### 書籍
- Green, William. Warplanes of the Third Reich. London: Macdonald and Jane's Publishers Ltd., 1970 (fourth impression 1979). ISBN 0-356-02382-6.
- Kranzhoff, Jörg Armin. Arado Ar 96 Varianten (Flugzeug Profile Nr. 43) (in German). Stengelheim, Germany: Unitec-Medienvertrieb, e.K., 2006.
- Kudlicka, Bohumir. "An Arado By Other Names". Air Enthusiast, No. 111, May/June 2004. Stamford, UK:Key Publishing. pp. 45—49.
- Mondey, David. The Concise Guide to Axis Aircraft of World War II. London: Chancellor, 1996. ISBN 1-85152-966-7.
- Smith J. R. and Kay, Anthony. German Aircraft of the Second World War. London: Putnam & Company Ltd., 1972. ISBN 0-370-00024-2.